# Serrat Rodó (Sant Feliu de Codines)
El Serrat Rodó és un serrat situat en el terme municipal de Sant Feliu de Codines, a la comarca del Vallès Oriental
Està situat en el racó de l'extrem nord-oest del terme, a prop del límit amb Sant Quirze Safaja. Es troba al nord-est del Serrat del Berenguer, 